# 速水洋
速水 洋（はやみ ひろし） は、日本の機械工学者。九州大学名誉教授。第81期日本機械学会流体工学部門長。

## 人物・経歴
福岡県立修猷館高等学校を経て、1968年九州大学工学部機械工学科卒業。1973年九州大学大学院工学研究科機械工学専攻博士課程単位取得退学。1976年九州大学工学博士。1993年可視化情報学会技術賞受賞。1998年日本ガスタービン学会地方委員会委員長。2003年第81期日本機械学会流体工学部門長、ターボ機械協会理事。2004年日本機械学会流体工学部門部門賞、可視化情報学会学会賞（技術賞）受賞。2005年アメリカ機械学会 25 years of membership、日本機械学会流体工学部門フロンティア表彰受賞。九州大学大学院総合理工学研究院教授を経て、2009年定年退職、九州大名誉教授。